# Rama H
Rama H – technologia konstrukcji budynków polegająca na zastosowaniu prefabrykowanych ram żelbetowych o kształcie zbliżonym do rozciągniętej w poziomie litery H.
Układ ten był stosowany na szeroką skalę w Polsce w latach siedemdziesiątych. Rozwiązanie to charakteryzowało się sztywnymi głównymi węzłami konstrukcyjnymi – połączenia słup-rygiel były integralną częścią prefabrykatu. Ramy łączone były na słupach w połowie wysokości kondygnacji, w miejscu zerowania się momentów zginających. Często stosowano rozwiązania mieszane, gdzie pomiędzy dwiema ramami H, na przewidzianych na etapie prefabrykacji krótkich wspornikach, kładziono pojedyncze rygle. Skrajne ramy mogły mieć dodatkowe dłuższe wsporniki na wysokości rygli, na których montowano elewację. W takim rozwiązaniu słupy konstrukcyjne były odsunięte od ścian i widoczne wewnątrz pomieszczenia.
Pierwszy osiedlem budowanym w technologii Ramy H był warszawski Muranów Zachodni, zaprojektowany przez zespół Tadeusza Mrówczyńskiego.